# Leptojulis
Leptojulis és un gènere de peixos de la família dels làbrids i de l'ordre dels perciformes.

## Taxonomia
- Leptojulis chrysotaenia (Randall and Ferraris, 1981)
- Leptojulis cyanopleura (Bleeker, 1853)
- Leptojulis lambdastigma (Randall i Ferraris, 1981)
- Leptojulis polylepis (Randall, 1996)
- Leptojulis urostigma (Randall, 1996)[1][2]